# نیروگاه برق آبی کیهانسی
نیروگاه برق آبی کیهانسی (به لاتین: Kihansi Hydroelectric Power Station) یک سد و نیروگاه برقابی در تانزانیا است که در Mufindi واقع شده‌است.